# قندرون
القندرون أو الخَندَويل أو المُرَّيْرَة أو المُرَار أو المُرِّير أو خندويل مريره (الاسم العلمي: Chondrilla) هو جنس من النباتات يتبع الفصيلة النجمية من رتبة النجميات.

## أنواع القندرون
- قندرون أحادي الزهرة
- قندرون أسلي
- قندرون جميل
- قندرون خشن السويق
- قندرون خشن الأوبار
- قندرون رمادي
- قندرون سنمي
- قندرون شوكي
- قندرون شويكي
- قندرون طرخشقوني
- قندرون عريض الأوراق
- قندرون عشبي
- قندرون متشعب
- قندرون قصير النصيل
- قندرون قليل الأزهار
- قندرون كبير الثمار
- قندرون منمق
- قندرون مفصص ريشي
- قندرون ملتبس
- قندرون أملس البذور
- قندرون هوكرياني